# 大津町站
大津町站（日语：／ Ōtsumachi eki */?）是位於島根縣出雲市大津町，一畑電車北松江線的車站。車站編號為3。2010年5月29日上映的松竹電影《49歲的電車夢》中，曾經於此站取景。

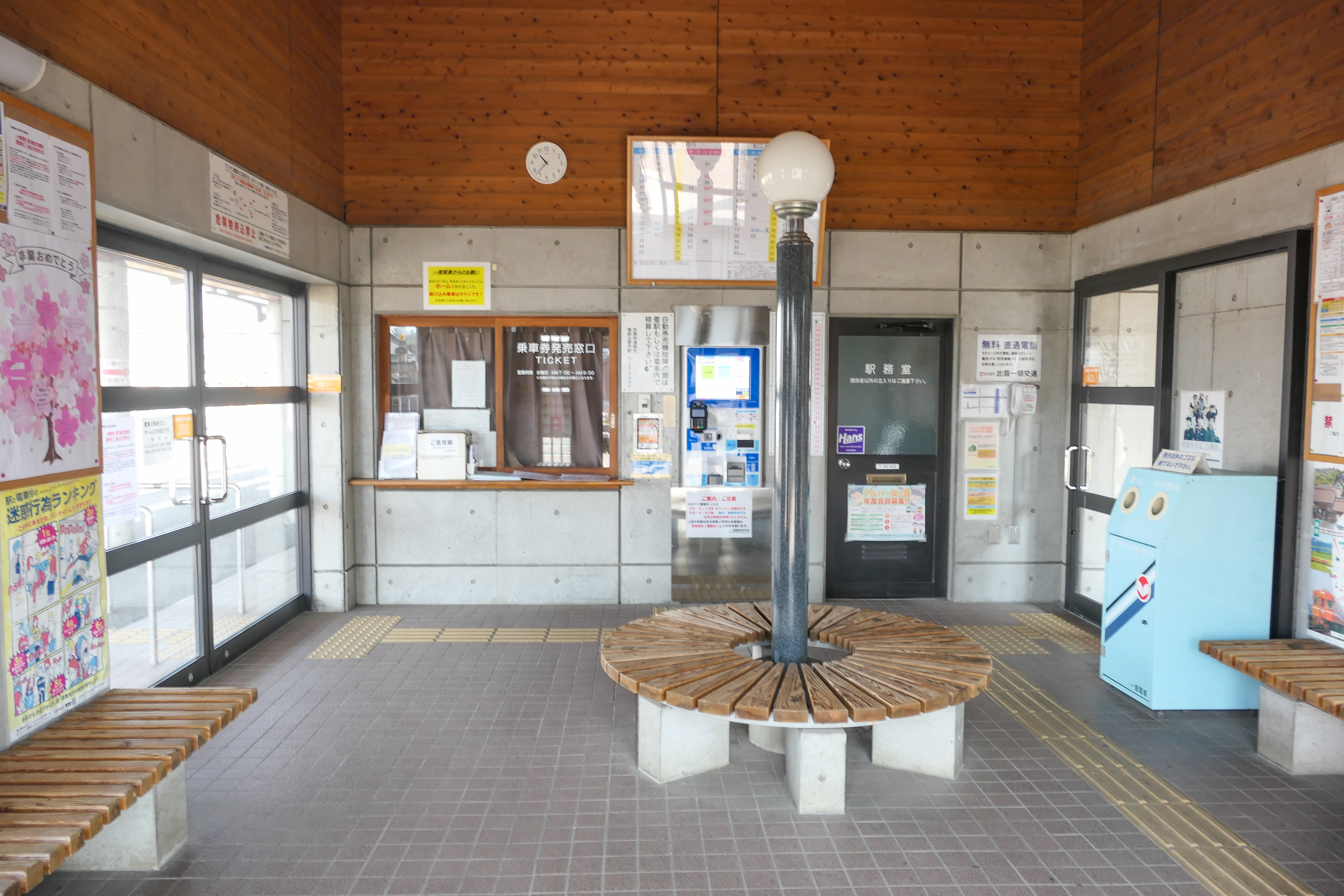
車站內部(2024年3月)

## 歷史
- 1914年（大正3年）4月29日 - 車站啟用。
- 1973年（昭和48年）- 成為業務委託車站[2]。
  - 3月16日 - 終止貨物業務[2]。
- 2003年（平成15年）- 翻新車站大樓。
- 2006年（平成18年）4月1日 - 一畑電氣鐵道把鐵路業務分拆成為獨立的全資子公司一畑電車，此站由一畑電車繼承。
- 2021年（令和3年）10月1日 - 成為整日無人車站[3]。

## 車站構造

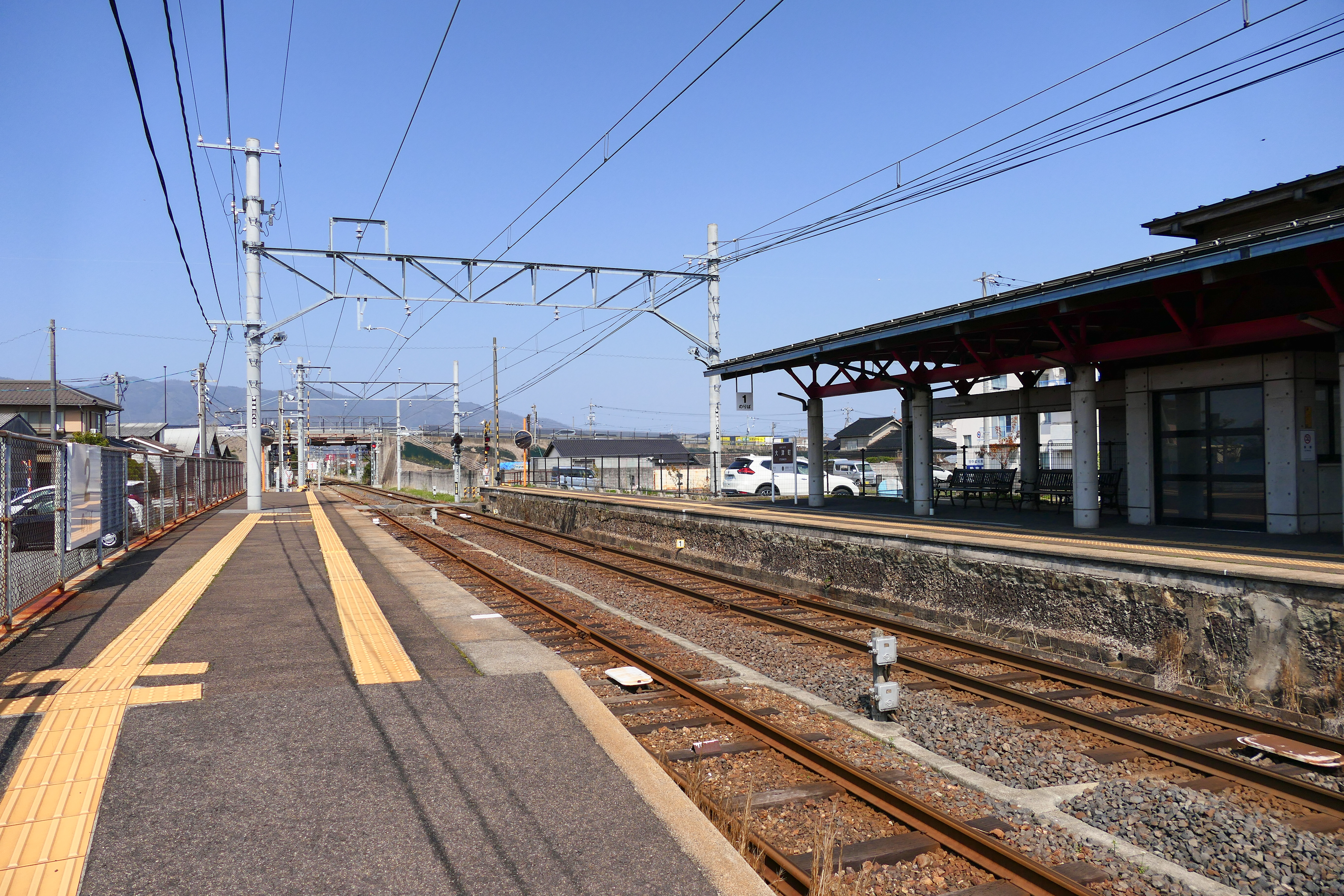
月台(2024年3月)

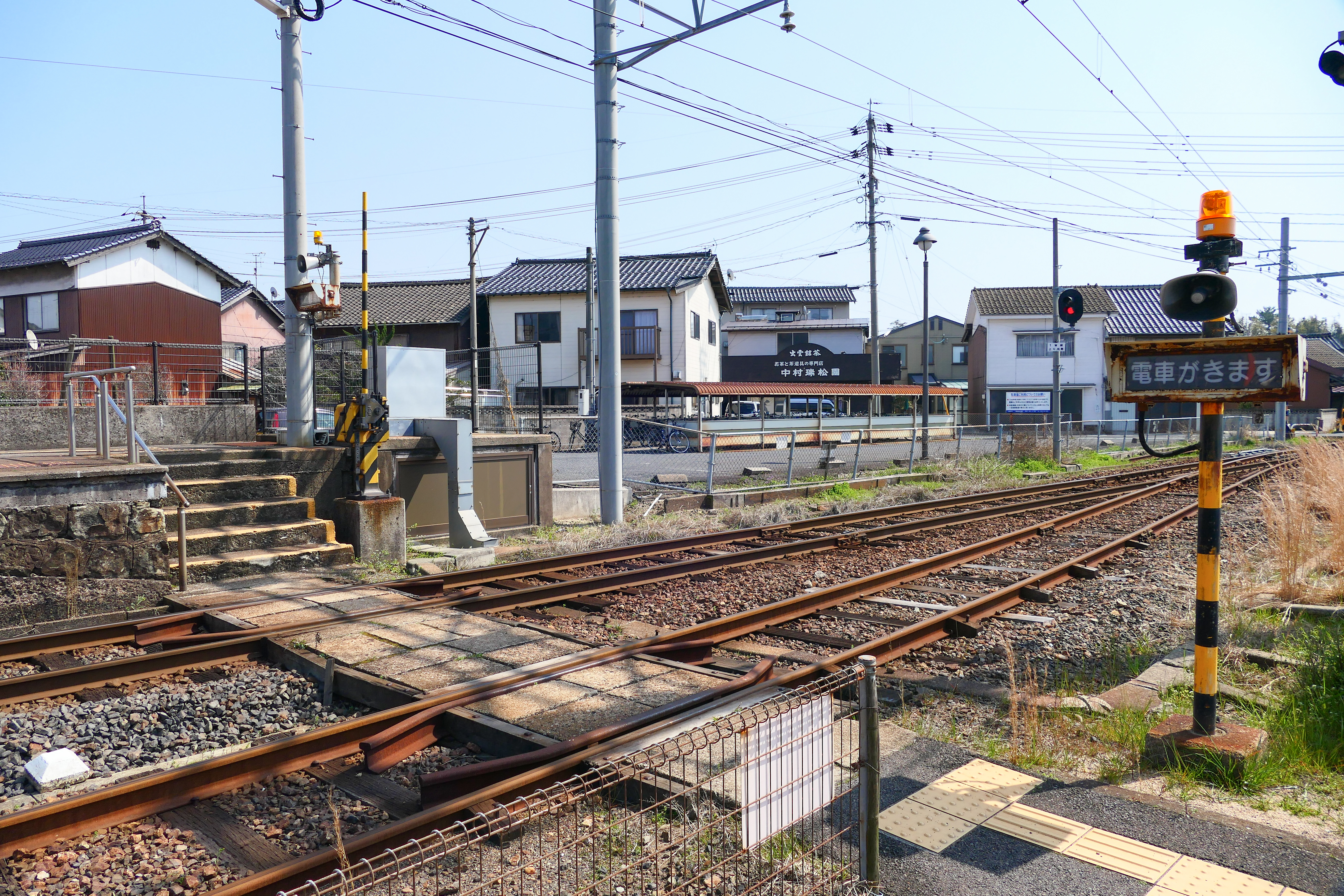
平交道(2024年3月)

本站是地面車站，設有1面2線的相對式月台。此站是無人車站，曾經在平日6時47分至8時23分之間設有職員當值。兩月台之間設有站內平交道。曾經此站原為木製站房，後來由於老化而拆除。由奧原設計事務所建設的新站房於2003年落成。
此站沒有營業列車進行列車交會，因此列車通常只會停靠鄰近站房的月台。

## 車站周邊
- 慈潤會橘柑保育園
- 出雲市立大津幼稚園
- 出雲市立大津小學（日语：出雲市立大津小学校）
- 島根縣立出雲商業高等學校（日语：島根県立出雲商業高等学校）
- JA出雲大津
- 平野勲紀念館
- 出雲治療院
- 大津團地集會所

## 使用狀況
根據「島根縣統計書」，以下為近年一日平均乘車人次列表。
| 年度   | 1日平均 乘車人次 | 1日平均 上下車人次 |
| ------ | ---------------- | ------------------ |
| 1999年 | 146              | 278                |
| 2000年 | 165              | 296                |
| 2001年 | 157              | 290                |
| 2002年 | 137              | 253                |
| 2003年 | 130              | 259                |
| 2004年 | 145              | 277                |
| 2005年 | 150              | 305                |
| 2006年 | 173              | 339                |
| 2007年 | 166              | 333                |
| 2008年 | 149              | 303                |
| 2009年 | 151              | 303                |
| 2010年 | 145              | 328                |
| 2011年 | 141              | 293                |
| 2012年 | 134              | 276                |
| 2013年 | 140              | 289                |
| 2014年 | 120              | 239                |
| 2015年 | 110              | 224                |
| 2016年 | 119              | 236                |
| 2017年 | 114              | 271                |
| 2018年 | 128              | 269                |

## 相鄰車站
一畑電車
北松江線
■特急「Super Liner」（只有平日下行一班）、■特急（只限星期六及日）
電鐵出雲市（1）－大津町（3）－川跡（5）
■急行（只有平日黃昏上行一班）
出雲科學館公園鎮前（2）←大津町（3）←川跡（5）
■普通
出雲科學館公園鎮前（2）－大津町（3）－武志（4）

## 注腳
1. ↑  朝日新聞網站 （页面存档备份，存于）內 .   [2010-11-02]. （原始内容存档于2016-03-12） （日语）.
2. 1 2  寺田裕一《日本のローカル私鉄2000》，Neko出版，2000年，270頁。ISBN 4-87366-207-9
3. ↑   (新闻稿). 一畑電鉄. 2021-09-16  [2021-09-17]. （原始内容存档于2021-09-17） （日语）.
4. ↑  一畑電車公式サイト 路線・駅のご案内 （页面存档备份，存于）（日語）
5. ↑  《鐵道雜誌》2007年9月號（通卷488號）p.74
6. ↑  島根縣統計書

## 外部連結
- 3.大津町 | 停車站資訊 （页面存档备份，存于）（日語） - 一畑電車